# FERMIAC
FERMIAC или Тележка Монте-Карло — аналоговый компьютер, изобретенный в 1946 году физиком Энрико Ферми для помощи в его исследованиях перемещения нейтронов в процессах деления ядра, столкновениях, рассеяния элементарных частиц.

## Принцип действия
FERMIAC использовал метод Монте-Карло для моделирования перемещения нейтронов в различных типах ядерных систем. При заданном начальном распределении нейтронов целью моделирования является разработка их многочисленных «генеалогий» — моделей поведения отдельных нейтронов, включая каждое столкновение, рассеяние и деление ядра. Когда происходит деление, предсказывается количество возникающих нейтронов и поведение каждого из них, то есть повторяется предыдущий процесс моделирования. На каждом этапе для принятия решений о поведении нейтронов используются псевдослучайные числа.
Серия барабанов на FERMIAC устанавливалась согласно исходному типу ядерного материала для моделирования соответствующей структуры случайного распределения между быстрыми и медленными нейтронами. Случайные числа также определяли направление движения и расстояние до следующего столкновения. Когда барабаны были установлены, тележка катилась по диаграмме, прокладывая путь. Каждый раз, когда на диаграмме указывалось изменение в материале, настройки барабана корректировались и лишь затем построение продолжалось.
В результате создавалась двумерная «генеалогия» нейтронов на диаграмме структуры ядерного устройства. После отрисовки достаточно большого числа траекторий подсчитывались количества ключевых событий и делались выводы об их вероятностях, коэффициентах, связанных с ними закономерностях.

## История
В начале 1930-х годов итальянский физик Энрико Ферми возглавил группу молодых учёных, ставшую известной как «Ребята с улицы Панисперна» благодаря их знаменитым экспериментам по ядерной физике. В то время Ферми разработал методы статистической выборки, которые он эффективно использовал для предсказания результатов экспериментов.
Спустя годы, в 1946 году, Ферми принял участие в первоначальном обзоре результатов проекта первой числовой электронно-вычислительной машины ENIAC. Среди других присутствовавших был математик из Лос-Аламосской лаборатории Станислав Улам, который был знаком с использованием методов статистической выборки, аналогичных разработанным Ферми. Ранее такие методы были лишь теоретически возможным инструментом, но в практике широко не использовались из-за необходимости очень большого количества повторяющихся расчётов. Однако, учитывая скоростные возможности ENIAC, Улам предложил обратить внимание на эти методы. Он обсудил свои идеи с Джоном фон Нейманом, который в конечном итоге использовал на ENIAC предложенный Уламом метод Монте-Карло (как стали называть анализ на основе статистического отбора проб) при решении различных проблем перемещения нейтронов.
Но прежде чем полноценно использовать ENIAC, его нужно было перевезти и смонтировать в Лаборатории баллистических исследований армии США. Именно во время этого перерыва в работе ENIAC Ферми выдвинул идею своего аналогового устройства. Он привлёк коллегу для создания инструмента, которому позже дали имя FERMIAC (по аналогии с ENIAC, но с указанием на авторство Ферми). Устройство использовалось в течение примерно двух лет.
FERMIAC выставлен в Музее науки Брэдбери в Лос-Аламосе.
В 2015 году в музее «Энрико Ферми» Storico della Fisica e Centro Studi e Ricerche была создана точная копия устройства. Демонстрация воссозданного устройства доступна в формате PDF.